# Single coil

Action de la corde face à l'un des aimants sur le signal produit par le micro à simple bobinage. On voit que le signal varie selon les mouvements de la corde.

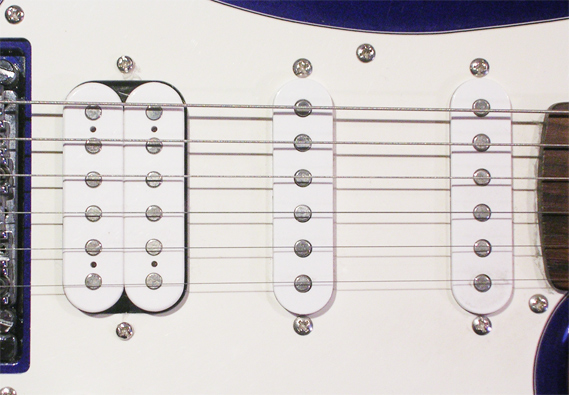
Micros (un à double bobinage et deux simples) sur une guitare électrique Fender Stratocaster.

Un single coil ou micro simple est un transducteur électromagnétique à bobinage unique (d'où son nom de micro à simple bobinage, ou single coil pickup en anglais) présent sur différents instruments à cordes amplifiés comme les guitares, et les basses électriques. Il transforme la modification du champ magnétique de son(ses) aimant(s) provoquée par la vibration des cordes métalliques en un courant électrique qui peut être diffusé à l’aide d’un amplificateur.

## Histoire
Les premières recherches attestées et fructueuses d'amplification électrique sur une guitare datent du milieu des années 1920 : un violoniste et joueur de lap steel guitar américain nommé George Beauchamp, essayant d'abord un équipement de phonographe (qui produit une amplification purement acoustique), suivra ensuite la piste de l'amplification magnétique, élaborant un système magnétique constitué de deux aimants en forme de U, associés à une bobine unique. Le micro magnétique pour guitare (devenant guitare électrique) était né.

## Caractéristiques

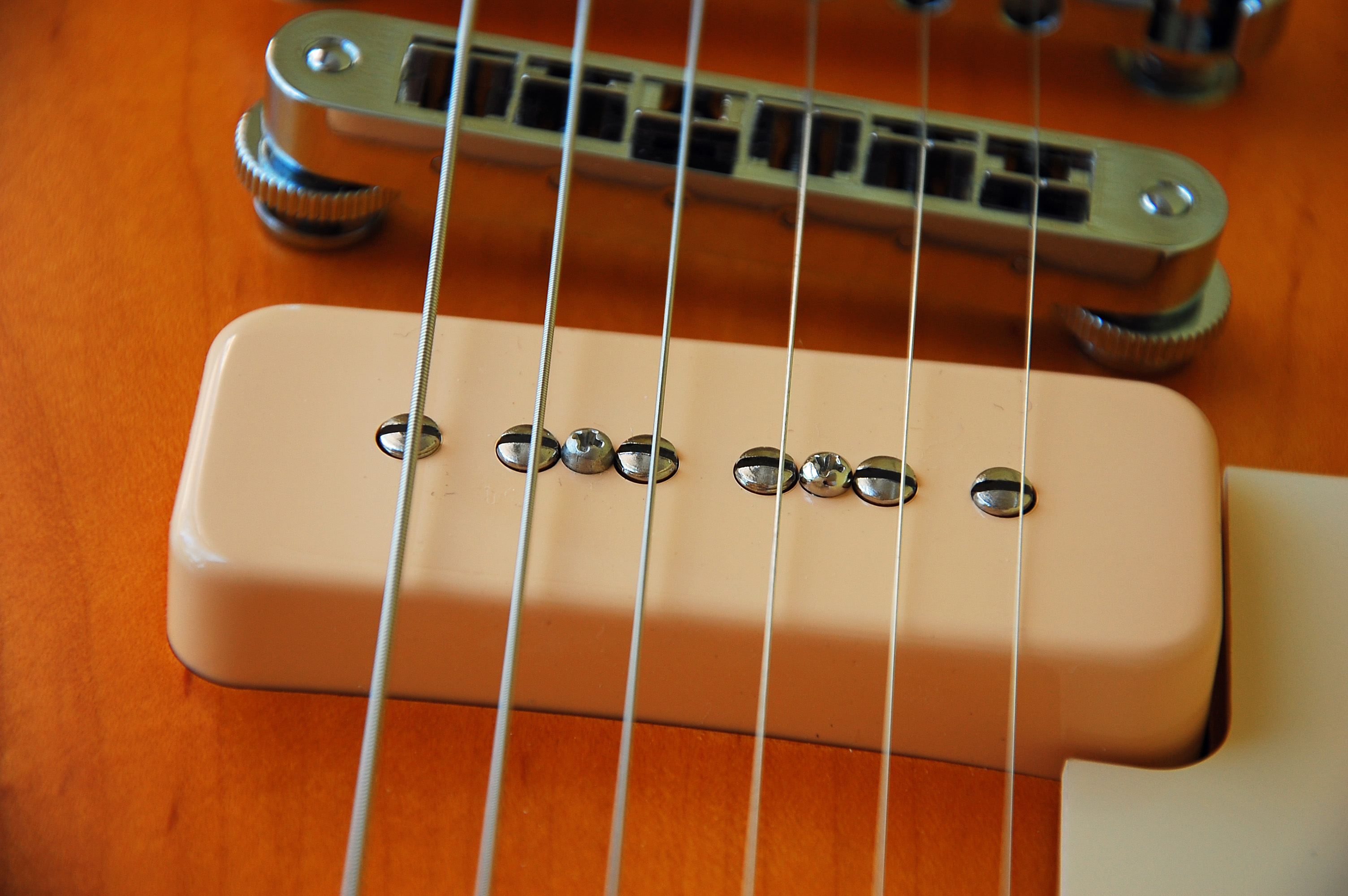
Gibson P-90 dit "soap bar" en référence à sa ressemblance à un pain de savon

Le micro simple bobinage (single coil) est, aujourd'hui, généralement constitué de un ou plusieurs aimants situés sous les cordes, entourés d'une bobine de fil électrique très fin comprenant plusieurs milliers de tours, le tout rendu solidaire par une carcasse en métal ou en plastique.
Ce type de micro produit une sonorité plutôt précise (par comparaison à d'autres types de micros magnétiques comme le humbucker), avec une mise en avant des fréquences aigües. Sur certains modèles, la proximité de chaque aimant avec la corde correspondante est réglable, permettant un contrôle précis du résultat.
L'utilisation d'aimants puissants ainsi que l'application d'un plus grand nombre de tours dans la bobine permettent d'augmenter le niveau du signal en sortie de bobine. Ceci a un effet notoire sur les caractéristiques du son produit, comme une saturation plus rapide de l’amplification et la réduction du sustain, et cela peut augmenter la réponse du micro selon la fréquence du son (souvent les fréquences graves).
La forme du bobinage (notamment plus ou moins large autour des aimants) a aussi une influence essentielle sur la courbe de réponse du micro. Ainsi, une bobine étroite comme celle présente sur la Fender Stratocaster produit un son brillant et net avec beaucoup de dynamique, alors que le micro P-90 conçu par Gibson Guitar Corporation, dont la bobine est assez large, fournit des sons plus « ronds ». Le micro crée pour équiper la  Fender Jazzmaster fait figure de champion, avec un bobinage très plat et large qui produit un son très doux.

## Limites de la technologie
Le micro à simple bobinage, dans sa forme classique, est très sensible à l'environnement électromagnétique. Exposé aux ondes électromagnétiques (ondes radio par exemple), il se comporte comme une Antenne en transmettant ces ondes, ce qui, après amplification, produit un son parasite appelé « Buzz ». Il produit également un bourdonnement (nommé hum) en présence de courant électrique alternatif suffisamment intense à basse fréquence (typiquement le courant de la distribution électrique, à 50Hz). Cette caractéristique prend des proportions gênantes lors de concerts en raison d'interférences avec l'alimentation électrique, notamment des projecteurs.
La juxtaposition de deux bobines sur le même micro présente l'avantage de réduire ces effets indésirables, d’où son nom, humbucker. Cependant, l'ajout d’une deuxième bobine a un effet significatif sur les caractéristiques du son, en particulier en modifiant la netteté, la « clarté » du son. Aujourd’hui les fabricants de micros proposent des simples bobinage « silencieux » (noiseless en anglais) permettant de se rapprocher du son caractéristique de ces micros dits « classiques » sans l’inconvénient de l’effet de souffle.